# عملية سلفيت المزدوجة 2019
وقعت عملية سلفيت المزدوجة 2019 أو المعروفة إعلاميًا باسم «عملية سلفيت» أو «عملية الشهيد عمر أبو ليلى» يوم 17 مارس 2019. عندما طَعَنَ شاب فلسطيني أحد الإسرائيليين المتوقفين قرب مفرق سلفيت–كفل حارس ثم أطلق النار ولاذ بالفرار. أدت العملية إلى مقتل جندي إسرائيلي ومستوطن إسرائيلي وإصابة آخر بجروح خطيرة. طارد الاحتلال الإسرائيلي المنفذ ستين ساعة حتى أعُلن عن استشهاده في بلدة عبوين شمال محافظة رام الله والبيرة.

## المنفذ
شاب فلسطيني يدعى عمر أبو ليلى، من مواليد بلدة الزاوية غرب محافظة سلفيت عام 2000. تلقّى تعليمه المدرسي في البلدة حتى حصل على شهادة الثانوية العامة عام 2018. التحق بجامعة القدس المفتوحة في مدينة سلفيت.

## تفاصيل الحادث
وصل عمر أبو ليلى، 19 عامًا صباح يوم الأحد 17 مارس 2019 إلى مفترق سلفيت–كفل حارس شمال مدينة سلفيت على طريق 5 السريع (قديمًا طريق سلفيت–يافا). بدأ بطعن جندي إسرائيلي كان يقف قرب المفترق في أحد محطات الانتظار، ثم استولى على سلاحه ولاحقًا سيارة مُطلقًا النار على عدة إسرائيليين بالموقع، كما نفذ إطلاق نار أثناء فراره قرب مفرق قرية حارس غرب محافظة سلفيت. أدت العملية إلى مقتل جندي إسرائيلي ومستوطن إسرائيلي وإصابة آخر بجروح خطيرة. لاحقًا، في 18 مارس 2019، أعلن عن وفاة حاخام متأثرًا بجراحه.

## المطاردة
لاذ المنفذ بالفرار بواسطة السيارة التي استولى عليها تجاه بلدة بروقين، حيث تركها مشيًا على الأقدام. أغلق جيش الاحتلال الطرق الرئيسية في شمال الضفة الغربية، وفرض حصارًا على بلدات سلفيت، وكفل حارس، وحارس، وبروقين، وكفر الديك والزاوية استمر لعدة أيام بإغلاق مداخلها، ونشر جنوده في الجبال بحثًا عن المنفذ. انتهت عملية المطاردة التي استمرت 60 ساعة باغتيال المنفذ مساء 19 مارس 2018 في بلدة عبوين شمال محافظة رام الله والبيرة، وسط تبادل لإطلاق النار.